# 众成商业职业学校
私立众成商业职业学校，1947年后称私立众成商科职业学校，简称众成商职，1937年9月在天津法租界成立的一所私立学校，

## 历史
1937年9月15日，私立众成商业职业学校成立，校址位于天津法租界巴黎道（今吉林路）12号，为一幢3层楼房。该校的董事会中包括“国学研究社”创办人李廷玉（李实枕），郑炳勋（菊如）、姚学坤、曹耀武、蔚子丰、刘淑莹、高少洲、王辅臣、齐少芹、凌月波、张佐文、王荫龄、邓庆澜等一批社会名流。办学之初，学校的办学经费半数依靠董事会的津贴。
成立后，众成商职自全国各地首期招生160人。从1938年秋开始随第一批学生的升入下一个年级而增设新的年纪，至1943年形成三年初中与三年高中的三三制的高级商业学校格局。1939年8月，天津市遭遇洪水，该校曾迁至海河以东的市立二十九小学内办学；1939年10月初，洪水退却后迁回原址。
1943年以后，由于侵华日军掠夺加重，天津市面商业日渐萧条，学校董事会无法筹款，学校无法维持收支，王振纲、姚书城、陈翯洲、丁立夫等4位校长先后因为“校款无着，难于维持”而离职。1947年8月，因学校陷经济危机，董事会曾动议停办，后因李实枕坚持发对停办，董事会约聘丁鸿勋（丁立夫）为校长继续办学。9月1日，丁鸿勋到校上任。1947年10月，学校更名为私立众成商科职业学校。
1949年1月15日，天津解放。1949年3月，由教员、 职员、学生和工友等四个方面人员，共同组织校务委员会。到1949年，众成商职职工有22人，丁鸿勋担任校长，崔少波任教导主任，任光玺任总务主任，另有数学、会计、经济、体育、音乐、俄文、英文、国文、商算等老师14人，事务员、教务员和文书4人。